# Trachylepis tavaratra
Espèce
Synonymes
- Mabuya tavaratra Ramanmanjato, Nussbaum & Raxworthy, 1999

Statut de conservation UICN

 VU B1ab(iii) : Vulnérable
Trachylepis tavaratra est une espèce de sauriens de la famille des Scincidae.

## Répartition

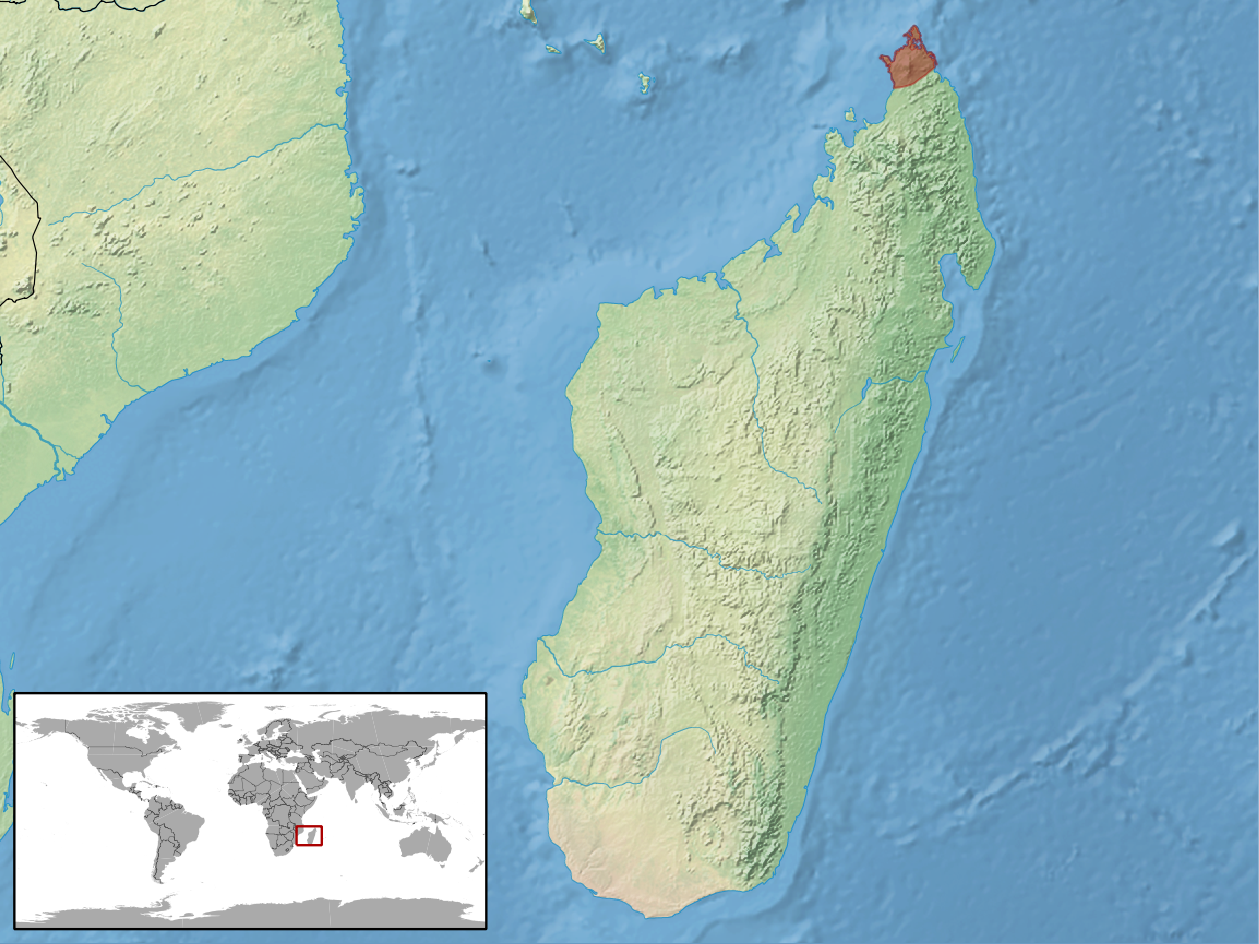
Répartition de l'espèce.

Cette espèce est endémique de Madagascar.

## Publication originale
- Ramanamanjato, Nussbaum & Raxworthy, 1999 : A new species of Mabuya Fitzinger (Squamata: Scincidae: Lygosominae) from northern Madagascar. Occasional papers of the Museum of Zoology, University of Michigan, no 728, p. 1-22 (texte intégral).